# Daimothoracodes confossus
Daimothoracodes confossus là một loài bọ cánh cứng trong họ Hybosoridae. Loài này được Ocampo & Vaz-de-Mello miêu tả khoa học năm 2002.